# Art Point M
Art Point M est une association loi de 1901 créé en 1991 par Fanny Bouyagui, artiste plasticienne roubaisienne. Art Point M réinvestit des espaces industriels abandonnés et des lieux phares de l’histoire roubaisienne en promouvant une culture alternative issue des courants underground des années 90.
Depuis Fanny Bouyagui et son équipe présentent et produisent des programmes récurrents chaque année. Ils conçoivent et diffusent des installations urbaines entre arts visuels, musique et arts vivants.
Art Point M est aujourd’hui à la tête d’événements culturels et cela plus particulièrement dans les Hauts-de-France avec la Braderie de l’Art, le NAME festival et le Lille Tattoo festival jusqu'à dernière édition en 2019.

## Histoire
Art Point M est né en 1991 et s'installe dans un ancien entrepôt de tissus à Roubaix, lieu de travail et de vie. Art Point M a vu le jour pour créer et porter un événement innovant, la Braderie de l’Art. La première édition a lieu au cœur des anciens bains municipaux de Roubaix qui se transformeront plus tard en musée d’art et d’industrie, La Piscine (musée). La Braderie de l’Art est un espace de création libre destiné au recyclage artistique sous toutes ses formes. Les artistes « transformeurs » créent « en live » et vendent eux-mêmes leurs pièces.
En parallèle, Art Point M porte les créations de l'artiste Fanny Bouyagui qui développe depuis 1995 un travail plastique autour de la mode. Chaque collection est présentée sous la forme d'un défilé. Elle travaille des thèmes comme le sida, l'enfermement des femmes afghanes, la prostitutions des albanaises, le phénomène des marques, la représentation sociale du corps de la femme.
Dès 1998, Art Point M s'investit dans le spectacle vivant aux côtés de Didier Fusilier avec les Inattendus de Maubeuge. L’année suivante, la rencontre avec Didier Thibaut (directeur de La Rose des vents, Scène nationale de Villeneuve-d'Ascq) donne naissance au spectacle multimédia Quelques Gens de Plus ou de Moins.
Le début des années 2000 marque un tournant pour Art Point M qui crée le Laboratoire Factory, club électronique pensé pour Lille 2004, capitale européenne de la culture.
En 2005, dans cette continuité et avec une volonté de démocratisation de la musique électronique Art Point M initie le NAME Festival. Le festival investit le patrimoine urbain de la région de jour comme de nuit autour de la musique électronique. Il est aujourd'hui soutenu par la Région Hauts-de-France, les villes de Roubaix et Lille, la Métropole européenne de Lille et le département du Nord.
Chaque événement issu du festival NAME est conçu dans un objectif de partage et de transmission, avec l’exigence d’une intégration dans les territoires dont l’histoire et les enjeux de mutations et de développements sont au-cœur des dispositifs développés. Au-delà des publics affinitaires, depuis 2007 Art Point M s’engage et s'investit - à l’année - à travers le programme Art Point M Academy sur la construction de plateformes de pédagogie en direction des habitants, des scolaires et des publics plus isolés, parfois dans une situation de fragilité. Toujours dans une même dynamique d’émergences et de rencontres de curiosités, de talents, de passions, de savoirs et de compétences. Ils proposent alors à travers des master class de découvrir des outils de création du son et de l’image avec des instruments électroniques.

À la suite de sa collaboration avec Lille 2004, Art Point M s'associe à Lille 3000 dès 2009 en créant les chambres de l’Hôtel Europa. Ces chambres de la Gare de Lille-Saint-Sauveur aux décors délirants sont louables à l’heure. L’expérience sera reconduite en 2010 et 2011. Par la suite, Fanny Bouyagui prend en charge la conception des maquillages, des coiffures et des accessoires de la Performance Fantôme de Jean-Charles de Castelbajac lors de la parade d’ouverture de la troisième saison de Lille 3000, Fantastic. Dans le cadre de Fantastic, Art Point M transforme l’ancien Tri postal de Fives en espace d’expression libre. En 2015, pour Lille 3000, Art Point M réalise un char pour la parade d'ouverture de Renaissance et présente le "plus petit club du monde", il est installé à la Gare Saint Sauveur et peut accueillir 10 personnes maximum, c'est une immersion intégrale dans l'univers du premier Detroit Electronic Music Festival.

2015 est aussi marqué par le lancement du Lille Tattoo Festival, premier festival de tatouage contemporain. Chaque année le Lille Tattoo présente une sélection de 150 artistes de divers pays et pousse le tatouage dans toutes ses dimensions avec des performances exclusives, de nouvelles manières de tatouer, des rencontres…
En 2015, Fanny Bouyagui collabore avec Mons 2015, Capitale Européenne de la Culture en tant qu’artiste complice sur 3 projets différents : la création d'un labyrinthe de tournesols géants, Sun City, son rôle d'ambassadrice de Lille3000 à la Maison Folie et une grande manifestation "Mon(s) idéal" où les jeunes sont invités à présenter leurs souhaits, désirs et visions de l'avenir sur de grandes banderoles.
En 2017, les Roubaisiens d’Art Point M ont été choisis pour imaginer la soirée inaugurale de la saison artistique qui célèbre les 500 ans de la ville du Havre, un été au Havre au travers d'une grande parade urbaine,.
En 2019, Art Point M collabore de nouveau avec lille3000 sur la création de la parade Eldorado et est chargé de la direction artistique et technique de celle-ci. Pour l'occasion, Fanny et son équipe ont créé 4 chars typiques sur le thème du Mexique, représentant Frida Khalo, la Lucha libre, le Jour des morts et les Alebrijes. Ils réunissent 400 bénévoles pour mener ce projet. La même année, Fanny Bouyagui crée Foule Power, coproduit et accueilli par le festival Les Invites de Villeurbanne. Ce défilé-spectacle participatif entraîne avec lui 200 Villeurbannais et Villeurbannaises qui défilent les 21 et 22 juin 2019 dans une collection créée à partir de récup'.
En 2020, Foule Power est adapté au festival MASA d'Abidjan. Deux représentations sont données les 12 et 14 mars 2020, à Abobo et au Palais de la Culture d'Abidjan, emmenant une centaine de participants et participantes principalement issus de la commune d'Abobo. L'activité de la structure est ensuite largement impactée par la pandémie, avec le report de l'ensemble de ses événements récurrents à l'année 2021.
2021 a ainsi été l'année d'un retour à une activité plus normale, comme pour l'ensemble du secteur de la culture. Le NAME Festival et la Braderie de l'Art ont pu se tenir à leur période habituelle respective. D'autres projets ont vu le jour également, au Musée du Louvre Lens  et lors des résidences secondaires des Eurockéennes de Belfort.
En 2022, Art Point M participe à la parade d'ouverture de la saison Utopia de lille3000 avec un char et près de 200 figurants en ouverture du cortège. Sur le thème d'Alice au Pays des Merveilles le char est accompagné par 4 groupes inspirés des personnages du récit d'Alice : Reines de Coeur, As de Pique, le lapin blanc et le Chat du Cheshire,. Puis en juin lors du festival URBX à Roubaix, Foule Power est à nouveau présenté au public, dans une version roubaisienne avec une centaine de figurants et figurantes.
En 2023, Art Point M collabore avec le festival Art Rock à Saint Brieuc à l'occasion de ses 40 ans.

## Festivals

### Braderie de l'Art
La Braderie de l’Art voit le jour en 1991 à Roubaix à l’initiative de Fanny Bouyagui. L’idée est de créer un événement rassemblant une centaine d’artistes, designers, makers, bidouilleurs et inventeurs de tous horizons dans un même lieu pendant 24 heures non-stop. Face à un stock d’objets et matériaux de récupération en tous genres en provenance des entreprises locales, ils doivent créer.
Les artistes produisent leurs œuvres en direct face au public, ils les vendent sur place entre 1 et 300 €, l’art devient alors accessible au plus grand nombre. La braderie a pour slogan « L’Art à la portée de tous ».
Dans l'optique d'une récupération pérenne, Art Point M a créé son label, Re-collecte. Il rassemble les entreprises souhaitant soutenir la création à travers des dons de matériaux et financiers. Sa philosophie est la revalorisation des matériaux et objets destinés à être jetés, dans une démarche de zéro-déchet. L’objectif est de mieux réutiliser et recréer pour moins détruire dans une conception design. Le label réunit plus de 30 entreprises depuis sa création en 2013, ce sont elles qui fournissent les milliers de mètres cubes de matériaux nécessaires aux artistes réunis. C’est un engagement tant culturel qu’environnemental 
L'événement est labellisé COP21.
Chaque année, la braderie accueille 20 000 visiteurs. Si au début elle avait lieu dans les bains municipaux de Roubaix, depuis, elle se déroule dans un ancien lieu de conditionnement des matières textile classé monuments historiques, La Condition publique.
Depuis 2011, une édition belge est organisée à Liège, portée par le collectif ETNIK'Art, renommé 11H22 en 2020, reposant sur les mêmes règles et les mêmes principes.
En 2020 la Braderie de l'Art est reportée au mois de mai 2021 puis annulée en raison de la pandémie de Covid-19. L'exposition créée au Musée La Piscine pour célébrer les 30 ans de l'événement, prévue du 7 novembre 2020 au 7 février 2021 ne sera pas ouverte au public en raison du maintien de la fermeture des musées. Des extraits du catalogue de l'exposition sont reproduits en ligne à l'occasion de l'édition 2021.

### NAME festival
Créé en 2005, le festival Nord Art Musique Électronique est une plateforme d’expériences et rencontres consacrée à la culture électronique.
Le NAME a eu lieu dans différents lieux des Hauts de France : 
- Le Tri Postal de Lille
- La Gare Lille-Saint-Sauveur
- La Tossée de Tourcoing
- La zone de l’Union de Tourcoing
- Le Marché d'intérêt national de Lomme
- Le Port Fluvial d’Halluin
- La Condition Publique de Roubaix
- La Chapelle des Jésuites de Saint-Omer

Et aussi dans d’autres communes de la région comme Dunkerque, Maubeuge, Avesnelles, Amiens. Le festival se décline aussi lors de soirée dans des clubs français, à Rennes, Nantes, Paris, ...
Au fil des ans le festival s’est fait connaitre au-delà des frontières nationales. Accueillant un public provenant d’un axe Paris-Bruxelles et Nord-Ouest – Nord-Est de la France.
Il fait partie de la Fédération Internationale de Festivals DeConcert!, regroupant 30 événements dans 8 pays. En 2020 le festival rejoint également la fédération France Festivals, aux côtés de près de 100 festivals de toutes esthétiques.
Le festival a diffusé plus de 600 artistes de renommés internationales, nationales et régionales. Parmi les artistes diffusés il y a eu : Ellen Allien qui est « marraine » du festival mais aussi Tale Of Us, Laurent Garnier, Carl Craig, Ben Klock, Stephan Bodzin, Nicolas Jaar, Jennifer Cardini, …
Le festival propose également un programme d'actions culturels à destination des jeunes publics comme du grand public avec l'Academy. On y trouve des formats de masterclasses de création musicale assistée par ordinateur, des masterclasses d'artistes ou encore des rencontres autour de thématiques mêlant différentes esthétiques, mais aussi la gastronomie,,.
L'édition 2020 du festival ne s'est pas tenue en raison de la pandémie du Covid-19 et est reportée en 2021 avec sa programmation complète.

### Lille Tattoo festival
Initié en 2015 le Lille Tattoo Festival s'intéresse au dialogue entre artistes issus du graff, des beaux arts et des arts graphiques réunis autour du tatouage. Ils représentent des styles et des esthétiques affirmés, souvent affranchis des codes traditionnels. Le Lille Tattoo festival s'intéresse aux avancées numériques dans le domaine avec Appropriate Audiences, inventeur de la première machine de tatouage robotisé au monde.
Cette rencontre a lieu dans la salle du Grand Sud de Lille.
Le festival propose aussi des expositions d’arts visuels, des ateliers de Nail Art, du Hair color et même des massages.
Ce week-end est tourné autour de l’art et du corps.
Ce festival a pour parrain, Xoil, il est connu pour être l’un des premiers à utiliser Photoshop pour ses créations.
La dernière édition s'est tenue en 2019.

## Productions

### Installations
- Peace Portrait (2008 - 2016) - N.A.M.E festival, galerie Sarah Guedj (Paris), Maison Folie Moulins (Lille)
- Soyez les bienvenus (2010 - 2014) - Gare Saint-Sauveur (Lille), festival Chalon dans la rue (Chalon-sur-Saône), festival Zomer Van Antwerpen (Anvers), Festival d'Avignon, Champs libres (Rennes)
- "P" (2008) - Tri Postal (Lille)
- Beautiful World (2007) - Tri Postal (Lille)
- No Comment (2006) - Tri Postal (Lille)
- I Have a Dream (2001 - 2002) - Lieu Unique (Nantes), festival des Escales improbables (Montréal), La Rose des vents (Scène nationale de Villeneuve-d'Ascq)
- Cent gens, cent toiles (1991) - Lille

### Spectacles multimédia
- Violences commerciales (2005 - 2007) - 25e heure du Festival d'Avignon, festival Temps d'images à la Ferme du Buisson (scène nationale de Marne-la-Vallée), la Condition Publique (Roubaix)
- Quelques gens de plus ou de moins (1999 - 2003) - La Rose des vents (scène nationale de Villeneuve-d'Ascq), festival Chalon dans la rue (Chalon-sur-Saône), fondation Gulbenkian (Lisbonne), Lieu Unique (scène nationale de Nantes), festival Zomer Van Antwerpen (Anvers), la Caserne (Bâle), festival Perspectives (Sarrebruck), théâtre Le Maillon[31] (Strasbourg), la Ferme du Buisson (scène nationale de Marne-la-Vallée), Centre Beaubourg (Paris) dans le cadre des Rendez-vous électroniques, Huis A/D Werf Festival (Utrecht), festival bis-ARTS (Charleroi), Le Channel (scène nationale de Calais)

### Commandes et collaborations
- 2017
  - Magnifik Parade, commande Un été au Havre[32]
  - Golden Cubes, commande Un été au Havre[33]
- 2015
  - Le Plus Petit Club du Monde[34], commande de lille3000 dans le cadre de Renaissance
  - Sun City, labyrinthe de tournesols, commande de Mons 2015, Capitale européenne de la culture[35]

- 2012
  - Performance Fantôme avec Jean-Charles de Castelbajac à l'occasion de la parade d'ouverture de Fantastic[36]
  - Pop Up dans l'ancien tri postal de Fives (Lille), toujours dans le cadre de Lille 3000[37]
- Chambres de l'hôtel Europa à la Gare Saint-Sauveur (Lille), commande de Lille 3000 en 2009, 2010 et 2011
- 2010 : opération Nainportekoi à la Gare Saint-Sauveur (Lille)
- 2009 et 2006 : Midi Midi Berlin, Midi Midi Budapest, Midi Midi Istanbul, Midi Midi Bollywood dans le cadre de Lille 3000
- 2004 : Laboratoire Factory, commande de Lille 2004 (Capitale européenne de la culture)

### Défilés art et mode
- Comme un habit s'use avec le temps pour finir en lambeaux, notre corps vieillit de jour en jour seconde après seconde (2006) - Les Gobelins (Roubaix)
- Dans les jeux concours certaines choisissent le voyage mais la plupart prennent le combiné machine-à-laver sèche-linge[38] (2004) - Lille
- Beautiful World (2002) - La Piscine (musée) (Roubaix)
- Aller-Retour Anvers (2001) - Le Lieu Unique (Nantes)
- Detroit (2000) - Downtown Festival (New York), DEMF (Détroit), La Piscine (musée) (Roubaix)
- Prêt à Baiser (2000) - La Rose des vents (scène nationale de Villeneuve-d'Ascq), la Ferme du Buisson (scène nationale de Marne-la-Vallée)
- Ante Mortem (1999) - Le Divan du Monde (Paris)
- Full Power (1997) - Musée de la mode et du textile (Palais du Louvre - Paris), (Roubaix)
- No Happy End (1995) - Williamsburg Art and Historical Center (New York), Dumbo Art Center (New York), Downtown Music Festival (New York), la Flèche d'or (Paris)